# 建築士法
建築士法（けんちくしほう、昭和25年5月24日法律第202号）は、建築物の設計、工事監理等を行う技術者の資格を定めて、その業務の適正をはかり、もって建築物の質の向上に寄与させることに関する法律である。
1950年（昭和25年）4月、第7回通常国会に田中角栄を筆頭提案者として提出、成立した議員立法である。1950年（昭和25年）5月24日に公布された。

## 構成
- 第1章 - 総則（第1条 - 第3条の3）
- 第2章 - 免許等（第4条 - 第11条）
- 第3章 - 試験（第12条 - 第17条）
- 第4章 - 業務（第18条 - 第22条の3）
- 第5章 - 建築士会及び建築士会連合会（第22条の4）
- 第6章 - 建築士事務所（第23条 - 第27条）
- 第7章 - 建築士事務所協会及び建築士事務所協会連合会（第27条の2 - 第27条の5）
- 第8章 - 建築士審査会（第28条 - 第33条）
- 第9章 - 雑則（第34条 - 第37条）
- 第10章 - 罰則（第38条 - 第44条）

## 免許・資格
- 建築士（一級建築士、二級建築士、木造建築士）「免許」
- 建築設備士「国家資格」